# Michael Leitch
Michael Geoffrey Leitch (jap. リーチ マイケル, Rīchi Maikeru; * 7. Oktober 1988 in Christchurch) ist ein japanischer Rugby-Union-Spieler neuseeländischer Herkunft. Er spielt auf den Positionen der Nummer Acht und des Flügelstürmers für den Verein Toshiba Brave Lupus Tokyo und die japanische Nationalmannschaft.

## Biografie

### Vereinskarriere
Leitch ist der Sohn eines Neuseeländers britischer Herkunft und einer Fidschianerin. Er wuchs in Christchurch auf und besuchte dort das St Bede’s College. Im Rahmen eines Schüleraustauschs ging er 2004 für ein Jahr nach Sapporo, wo er an der Yamanote-Mittelschule fließend Japanisch lernte und sich dazu entschloss, eine Karriere als Rugbyprofi anzustreben. Er kehrte nur für kurze Zeit nach Neuseeland zurück und absolvierte später ein Sportstudium an der Tōkai-Universität. 2011 erhielt er seinen ersten Profivertrag beim Verein Toshiba Brave Lupus in Tokio. Bereits in seiner ersten Saison in der japanischen Top League wurde er ins All-Star-Team der Liga gewählt, ebenso erhielt er die Auszeichnung als „Entdeckung des Jahres“.
Auch in der folgenden Saison 2012 gehörte Leitch zu den besten Spielern der Liga. Da sich die Spielzeiten nicht überschnitten, nahm er 2013 ein Angebot der Chiefs aus Hamilton an, um in der internationalen Meisterschaft Super Rugby zu spielen. Erneut blieb er nur kurz in Neuseeland, da er aufgrund verschiedener Verletzungen kein einziges Spiel bestreiten konnte. Beim zweiten Anlauf klappte es dann; in den Jahren 2015 bis 2017 spielte er insgesamt 34 Mal für die Chiefs. Nach der Saison 2017 verließ er die Chiefs und wechselte zu den Sunwolves, einem in Tokio neu gegründeten Super-Rugby-Franchise. Leitch blieb nur eine Saison bei den Sunwolves und konzentrierte sich ab 2019 ganz auf die japanische Meisterschaft.

### Nationalmannschaft
Da er aufgrund der Dreijahres-Wohnsitzregel von World Rugby für Japan spielberechtigt war, nahm er mit der U20-Auswahl an der Juniorenweltmeisterschaft 2008 teil. Sein erstes Test Match für die japanische Nationalmannschaft bestritt er wenige Monate später am 16. November 2008 beim 29:19-Heimsieg gegen die Vereinigten Staaten im Rahmen der End-of-year Internationals. Seinen ersten Versuch erzielte er am 25. April 2009 gegen Kasachstan. Rasch etablierte er sich als Stammspieler. Er wurde in den Kader für die Weltmeisterschaft 2011 berufen und bestritt die vier Gruppenspiele gegen Frankreich, Neuseeland, Kanada und Tonga.

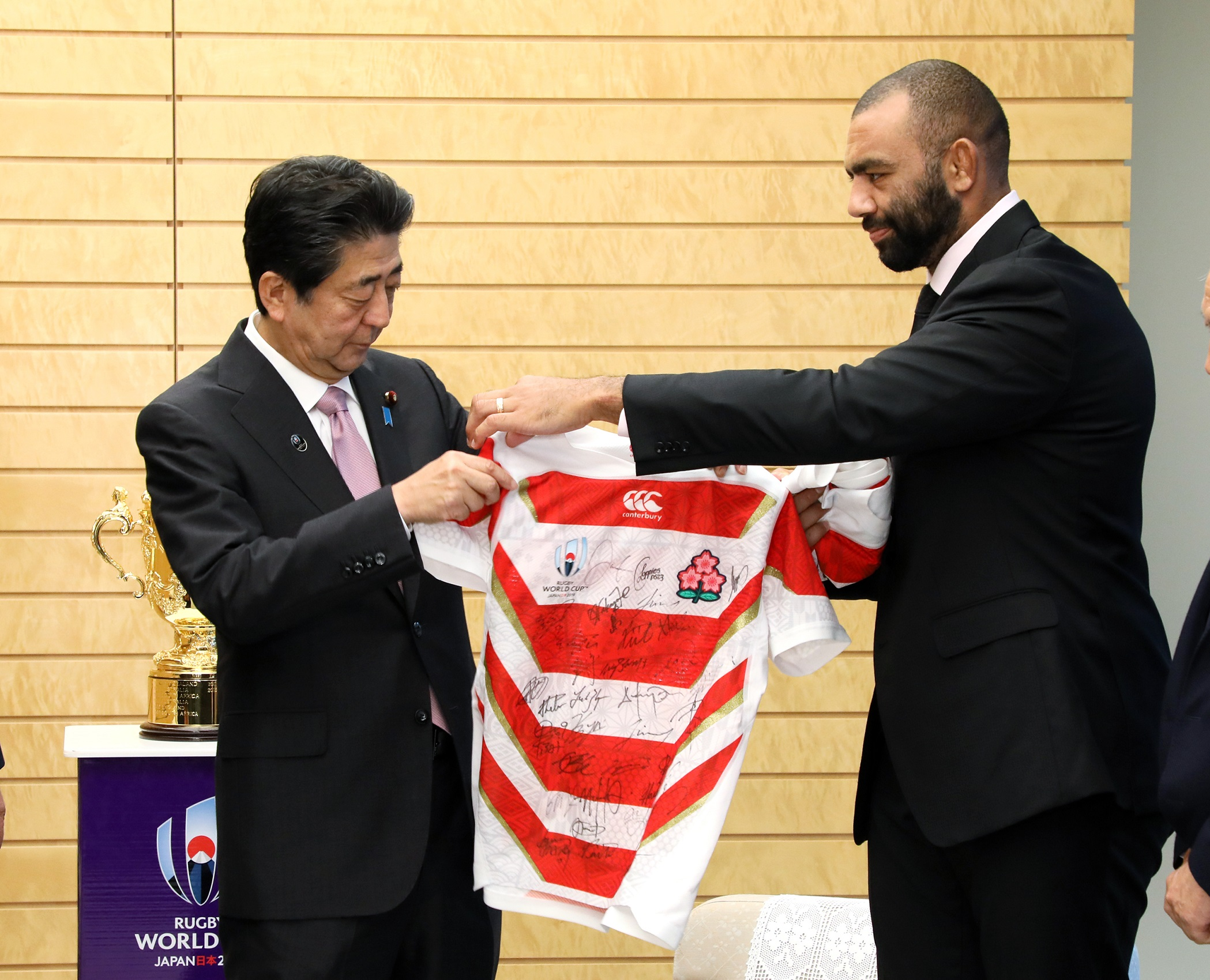
Leitch mit Shinzō Abe (2019)

2013 nahm Leitch die japanische Staatsbürgerschaft an und im April 2014 ernannte ihn Nationaltrainer Eddie Jones zum Kapitän – als zweiter gebürtiger Neuseeländer nach Andrew McCormick in den 1990er Jahren. Leitch führte die Nationalmannschaft unter anderem während der Weltmeisterschaft 2015 an und war gleich zu Beginn der Gruppenphase für die wohl größte Überraschung in der Rugbygeschichte mitverantwortlich, als die Japaner sich mit 34:32 gegen den haushohen Favoriten und amtierenden Weltmeister Südafrika durchsetzten. Er bestritt auch die Partien gegen Schottland, Samoa und die Vereinigten Staaten. Trotz dreier Siege konnte sich Japan aufgrund der fehlenden Bonuspunkte nicht für das Viertelfinale qualifizieren.
Japan war Gastgeber der Weltmeisterschaft 2019. Leitch führte seine Mannschaft zum Sieg gegen Irland, die damals Platz zwei der Weltrangliste belegten. Weitere Siege gegen Russland, Samoa und Schottland bedeuteten die erstmalige Qualifikation für ein Viertelfinale. Trotz der anschließenden Niederlage gegen Südafrika war Leitch eine der prägenden Figuren des Turniers, die Website RugbyPass beschrieb seine Führungsqualitäten als „heroisch“. Seit 2020 steht vor seiner früheren Schule in Sapporo eine Statue zu seinen Ehren.
Im Juli 2023 erhielt Leitch in einem Spiel gegen Samoa für ein hohes Tackling eine Rote Karte. Daraufhin wurde er von World Rugby mit drei Spielsperren bestraft, wodurch er die unmittelbare Vorbereitung auf die Weltmeisterschaft 2023 verpasste.